# Exército de Libertação Nacional Karen

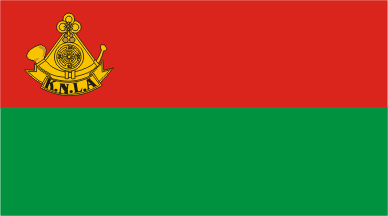
Bandeira do Exército de Libertação Nacional Karen.

Exército de Libertação Nacional Karen (birmanês:  ကရင်အမျိုးသား လွတ်မြောက်ရေး တပ်မတော်) é o braço militar da União Nacional Karen, que realiza ma campanha pela autodeterminação do povo karen em Mianmar (anteriormente Birmânia). O grupo tem lutado contra o governo birmanês desde 1949.
O Exército de Libertação Nacional Karen foi relatado possuir uma força de cerca de 5.000 soldados em 2006, 6.000 em 2012 e 7.000 em 2014.  O exército é dividido em sete brigadas  e uma 'Força Especial' reservada para operações especiais. 